# Eduard Woermann (Schiff, 1904)
Die Eduard Woermann war ein 1903 gebautes Fracht- und Passagierschiff.

## Geschichte
Das Schiff wurde von der Bremer Vulkan, mit der Baunummer 456 und unter dem Namen Alabama für die Argo Reederei gebaut. Stapellauf und Indienststellung war 1903. Im Folgejahr wurde das Schiff an die Woermann-Linie verkauft und fuhr hauptsächlich auf der Afrika-Route. Hier erfolgte die erste Umbenennung von Alabama in Eduard Woermann. Bei Beginn des Ersten Weltkrieges befand sich das Schiff im Hafen von Rotterdam, konnte aber 1916 nach Hamburg überführt werden. 1919 wurde das Schiff England zugesprochen und fuhr bei der britischen Union-Castle Line.

1921 erfolgte der Verkauf an die norwegische Reederei T.H. Skogland und die Umbenennung in Hanna Skogland. 1930 erwarb J. Hoide das Schiff. Es erfolgte die letzte Umbenennung in Modesta.

1933 erfolgte der Abbruch des Schiffes in Japan.